# Javier Manquillo Gaitán
Javier Manquillo Gaitán (Chinchón, Madrid, 5 de maig de 1994) és un futbolista espanyol que juga com a lateral dret.

## Trajectòria esportiva
Format a les categories inferiors de l'Atlètic de Madrid, ha estat campió de la Supercopa d'Europa el 2012, de la Copa del Rei el 2013 i de la Primera Divisió espanyola el 2014 amb l'equip madrileny.

### Atlético de Madrid
Manquillo va debutar amb el primer equip de l'Atlètic de Madrid el 8 de desembre de 2011 en partit de setzens de final de la Copa del Rei contra l'Albacete Balompié, que l'equip madrileny acabaria perdent per 2-1.
Posteriorment, a principis de la temporada 2012-13, com a vigent campió de l'Europa League, l'Atlético es va enfrontar amb el Chelsea FC, campió de la Lliga de Campions 2012, en la final de la Supercopa d'Europa. Javi Manquillo va ser convocat i inscrit en aquesta competició, tot i que finalment no va jugar cap minut en la victòria del seu equip per 4-1, convertint-se així en campió de la Supercopa 2012. Durant el resta de la temporada, Manquillo va entrenar els entrenaments amb el primer equip i amb el filial, disputant alguns partits de Lliga, Copa i Europa League amb l'Atlético. El 6 de desembre va debutar en competició europea com a titular en el partit contra l'Viktoria Plzeň txec, que va finalitzar amb derrota de l'equip matalasser per 1-0. Tres dies després, el jugador espanyol també va debutar a primera divisió, en una victòria per 6-1 davant del Deportivo de la Coruña. Manquillo va saltar al terreny de joc al minut 74 en substitució del jugador brasiler Filipe Luís. El 17 de maig de 2013 l'Atlético va proclamar-se campió de la Copa del Rei al vèncer al Reial Madrid a l'estadi Santiago Bernabéu, després de guanyar el partit a la pròrroga per 1-2.
De cara a la temporada 2013-14, Manquillo va passar definitivament a ser jugador del primer equip de l'Atlético, passant a portar el dorsal 17. A més a més, el 3 de setembre del 2013 va ampliar el seu contracte amb el conjunt madrileny, renovant fins al 2018. L'11 de desembre d'aquell mateix any va debutar en partit de la Lliga de Campions al sortir com a titular davant del FC Porto, enfrontament que acabaria en victòria matalassera per 2-0. Pel que fa al campionat de lliga, l'Atlético es va proclamar campió del torneig domèstic gràcies a un avantatge de 3 punts davant del segon classificat, el Futbol Club Barcelona, i després d'empatar 1-1 al Camp Nou en l'última jornada. Tot i ser jugador de la primera plantilla, al finalitzar la temporada Manquillo havia disputat menys partits que la temporada anterior, en part a causa de la lesió que va patir en un xoc amb el jugador del Madrid Cristiano Ronaldo, que el va tenir aturat pràcticament 2 mesos.

### Liverpool
El 6 d'agost de 2014 es va anunciar que Manquillo abandonava l'Atlético de Madrid per fitxar pel Liverpool FC en qualitat de cedit, durant les dues temporades següents. El club anglès va incloure al contracte una opció de compra per al jugador de 15 milions d'euros aproximadament.

## Palmarès
Amb l'Atlètic de Madrid
- Supercopa d'Europa (1): 2012.
- Lliga espanyola (1): 2013-14.
- Copa del Rei (1): 2012-13.

Amb la selecció espanyola
- Campionat d'Europa sub-19 (1): 2012.